# Carl Heinz Járosy
Carl Heinz Járosy, gebürtig Karl Heinrich Járosy, (* 19. November 1895 in Vinohrady, Österreich-Ungarn; † 23. Dezember 1958 in München, Deutschland) war ein österreichisch-deutscher Filmproduzent, Produktionsleiter und Drehbuchautor.

## Leben
Der gebürtige Prager stieß kurz nach Ende des Ersten Weltkriegs zum deutschen Film und schrieb in unregelmäßigen Abständen Drehbücher für Inszenierungen F. W. Murnaus, Olga Tschechowas und Bruno Zieners. Mit Beginn des Tonfilms wirkte er vor allem als Produktionsleiter, anfänglich (1930) in London bei Filmen Richard Eichbergs und Alfred Hitchcocks. In Paris führte er 1931 Dialogregie bei Viktor Tourjanskys Historienstreifen Der Herzog von Reichstadt.
Infolge der Machtübernahme durch die Nationalsozialisten musste der Jude Járosy aus Deutschland fliehen. Seine Emigrationsstationen wurden in den kommenden 13 Jahren unter anderem Frankreich, England und das Mandatsgebiet Palästina. Im Exil nannte er sich zumeist Charles H. Jarosy. Kurz nach Ende des Zweiten Weltkriegs kehrte Járosy nach Deutschland heim und ließ sich in München nieder, wo er zu Beginn der 50er Jahre sporadisch für dortige Filmgesellschaften schrieb bzw. produzierte. Kurzzeitig war er bei einer Produktionsfirma auch als Geschäftsführer tätig.
Járosy war zeitweilig mit der Kommunistin und Schriftstellerin Lilly Korpus verheiratet, die Ehe wurde 1936 in Warschau geschieden.

## Filmografie
- 1921: Sehnsucht (Drehbuch)
- 1921: Hochstapler (Drehbuch)
- 1922: Die Jagd nach der Frau (Drehbuch)
- 1929: Der Narr seiner Liebe (Drehbuch)
- 1930: Der Greifer (Produktionsleitung)
- 1930: Mary (Produktionsleitung, Tonschnitt)
- 1931: Der Herzog von Reichstadt (Dialogregie, Produktionsleitung)
- 1931: Die Pranke (Produktionsleitung)
- 1931: Der Herr Bürovorsteher (Produktionsleitung)
- 1931: Holzapfel weiß alles (Produktionsleitung)
- 1932: Goldblondes Mädchen, ich schenk Dir mein Herz – Ich bin ja so verliebt... (Produktionsleitung)
- 1932: Teilnehmer antwortet nicht (Produktionsleitung)
- 1952: Der große Zapfenstreich (Drehbuch)
- 1954: Viktoria und ihr Husar (Drehbuch, Produktion, Produktionsleitung)